# Richard Baer
Richard Baer (Floß, 9 settembre 1911 – Francoforte sul Meno, 17 giugno 1963) è stato un militare tedesco.
Ufficiale nazista delle SS, raggiunse il grado di Sturmbannführer (equivalente a quello di maggiore) e fu comandante dei campi di concentramento di Auschwitz e Mittelbau-Dora.

## Biografia

### Prima della seconda guerra mondiale
Richard Baer, dopo aver lavorato come pasticciere in diverse città tedesche, si iscrisse all'NSDAP nel 1930 (tessera n. 454.991) alle SS nel 1932 (tessera n. 44225), entrando a far parte alle SS-Totenkopfverbände (Unità testa di morto), le speciali unità comandate da Theodor Eicke che espletavano il servizio di guardia dei campi di concentramento. Nel 1933 Baer espletò il suo primo servizio operativo presso Dachau, uno tra i primi lager nazionalsocialisti, destinato a diventare il modello per i futuri campi. Trasferito da Dachau, Baer servì nei campi di Colombia-Haus, Sachsenhausen ed infine, nel 1938, in quello di Buchenwald.

### Seconda guerra mondiale
Allo scoppio del secondo conflitto mondiale, nel settembre 1939, Baer si trovava a Neuengamme ma, come molti appartenenti alle SS-Totenkopfverbände, abbandonò temporaneamente il servizio presso i campi per combattere; confluì nella divisione SS "Totenkopf", un'unità delle Waffen-SS (SS combattenti) comandata da Eicke. Con questa unità Baer partecipò all'occupazione della Francia e all'invasione dell'Unione Sovietica, dove venne ferito. Dopo la convalescenza egli venne trasferito nuovamente presso il campo di Neuengamme, dove ricoprì l'incarico di vicecomandante.
In qualità di vicecomandante, Baer partecipò alle prime uccisioni sistematiche avvenute nei campi di concentramento, effettuate a danno di deportati ormai stremati, molti dei quali prigionieri di guerra sovietici, e quindi inutili all'economia del Reich, secondo il programma Aktion 14f13 che prevedeva l'eutanasia per quei prigionieri inabili al lavoro; tale operazione faceva parte del più grande piano noto come Aktion T4.
Nel novembre 1942 Baer divenne l'aiutante personale dell'Obergruppenführer Oswald Pohl, capo del WVHA, l'ufficio economico e amministrativo delle SS, che aveva il compito di gestire le finanze del corpo, l'amministrazione dei campi di concentramento e l'impiego della manodopera ivi reclusa. Dopo poco Baer venne nominato comandante dell'ufficio D1/Zentralamt ("Ufficio di amministrazione centrale") dell'Ispettorato ai campi di concentramento che faceva parte del WVHA e mantenne l'incarico fino alla sua successiva assegnazione ad Auschwitz.
Nella prima metà di maggio del 1944 Heinrich Himmler selezionò Baer per il comando del campo di Auschwitz I (campo centrale) in sostituzione di Arthur Liebehenschel che si era rivelato troppo "delicato" con i deportati. Interrogato dopo la guerra sui terribili crimini commessi ad Auschwitz, Baer si difese dicendo che in qualità di comandante di Auschwitz I non aveva alcuna responsabilità di quello che avveniva ad Auschwitz II - Birkenau (l'effettivo centro di sterminio del complesso) comandato all'epoca da Josef Kramer.
È rimarchevole notare che durante il periodo di comando di Baer ad Auschwitz I, a Birkenau ebbe luogo la più grande operazione della storia di Auschwitz effettuata contro gli ebrei ungheresi. L'intera operazione, che prese il nome di Aktion Höß, dal nome del primo (e storico) comandante di Auschwitz Rudolf Höß tornato ad Auschwitz in quel periodo in qualità di supervisore, contò, alla fine, circa 400.000 vittime.
Baer rimase comandante ad Auschwitz fino alla metà di gennaio del 1945 quando l'avanzata delle forze sovietiche obbligò l'evacuazione del campo. In seguito a ciò Baer divenne comandante del campo di Dora-Mittelbau, nei pressi di Nordhausen in Turingia, ove venivano costruiti i missili V2 e dove egli si rese responsabile, prima di far perdere le sue tracce, dell'assassinio di numerosi prigionieri di guerra sovietici rinchiusi nel campo.
È ritenuto probabile che a Baer appartenesse l'Auschwitz Album, una collezione di circa 200 fotografie scattate da militari SS al campo di sterminio di Birkenau nel maggio-giugno 1944, ma rinvenute dopo la liberazione al Dora-Mittelbau.

### Latitanza, cattura e morte
Al termine del conflitto Baer si trasferì ad Amburgo assumendo l'identità di Karl Egon Neumann e lavorando come tagliaboschi nelle foreste della Bassa Sassonia nei pressi di Amburgo. La moglie, interrogata, riferì che il marito era morto e si trasferì a vivere presso il padre.
Fino al 1960 la Repubblica Federale Tedesca non aveva più cercato Baer, ma l'arresto di Adolf Eichmann e il suo successivo processo, seguito in tutto il mondo, resero nuovamente attuali i criminali nazisti non ancora assicurati alla giustizia. Il procuratore di Francoforte Heinz Wolf iniziò la ricerca di Baer facendo seguire la moglie e scoprì che ella non aveva mai avviato i procedimenti legali per dichiarare morto il marito e non aveva mai richiesto la pensione di vedova alla quale aveva diritto. Inoltre, seppur domiciliata presso il padre, la signora Baer passava molto del suo tempo a Sachsenwald presso l'abitazione di un taglialegna di nome Karl Egon Neumann (l'identità fittizia di Baer). Il 20 dicembre 1960 gli agenti entrarono nella casa di Neumann e, spogliatolo, riconobbero una cicatrice sul suo fianco destro che lo identificava inequivocabilmente come Richard Baer. Vistosi scoperto egli confessò con queste parole: «Sono Richard Baer, sono un ufficiale, trattatemi di conseguenza».
Detenuto in carcere a Francoforte in attesa di processo, Baer, consigliato dai suoi avvocati, fu sempre molto riluttante nel parlare del suo passato e morì il 17 giugno 1963 di infarto.

## Polemiche revisioniste
La figura di Baer è stata al centro di una polemica «revisionista» che afferma che egli avrebbe, durante la detenzione, negato in toto l'esistenza di camere a gas ad Auschwitz contrapponendosi così alle affermazioni contrarie di un altro comandante del campo: Rudolf Höß. Secondo questa teoria, la sua morte fu in realtà ordinata per evitare un confronto pubblico al processo che si sarebbe tenuto dopo poco.
Tale interpretazione, che ad oggi non ha prodotto nessuna prova a sostegno, si basa probabilmente sulla reticenza nel parlare mostrata da Baer nel corso della detenzione, ma si trattò di una strategia difensiva consigliata dai suoi avvocati, e dalla breve testimonianza scritta rilasciata in occasione del processo Eichmann dove egli negò non la presenza delle camere a gas, ma l'essere a conoscenza di quello che avveniva a Birkenau.